# Fútbol en los X Juegos Deportivos Centroamericanos
El torneo de fútbol de los X Juegos Deportivos Centroamericanos se realizó en San José, Costa Rica del 6 de marzo al 16 de marzo. Los miembros que están afiliados a ORDECA lo invitan a enviar sus equipos nacionales femeninos completos y equipos masculinos sub-21 para participar.

## Sedes
- Estadio Nacional
- Estadio Ernesto Rohrmoser
- Estadio de Zapote

## Sistema de competencia
En ambos torneos los equipos fueron divididos en dos grupos de cuatro y tres integrantes, y jugaron todos contra todos. Los dos equipos que acumularon más puntos clasificaron a la siguiente fase. 
En la segunda fase, los primeros y segundos lugares de cada grupo jugaron entre sí. Los ganadores de cada juego pasaron a disputar la medalla de oro, mientras que los perdedores disputaron la medalla de bronce.

## Torneo masculino
El torneo masculino se llevó a cabo entre el 7 y el 15 de marzo.

### Primera fase

#### Grupo A
| Equipo      | Pts | PJ | PG | PE | PP | GF | GC | Dif |
| ----------- | --- | -- | -- | -- | -- | -- | -- | --- |
| Costa Rica  | 9   | 3  | 3  | 0  | 0  | 8  | 0  | 8   |
| El Salvador | 4   | 2  | 1  | 1  | 1  | 6  | 4  | 2   |
| Belice      | 4   | 2  | 0  | 1  | 1  | 3  | 5  | -2  |
| Nicaragua   | 0   | 3  | 0  | 0  | 3  | 1  | 9  | -8  |

| Fecha               | Ciudad   | Local       | Resultado | Visitante   |
| ------------------- | -------- | ----------- | --------- | ----------- |
| 7 de marzo de 2013  | San José | El Salvador | 5:0       | Nicaragua   |
| 7 de marzo de 2013  | San José | Costa Rica  | 3:0       | Belice      |
| 9 de marzo de 2013  | San José | Belice      | 1:1       | El Salvador |
| 9 de marzo de 2013  | San José | Costa Rica  | 2:0       | Nicaragua   |
| 11 de marzo de 2013 | San José | Nicaragua   | 1:2       | Belice      |
| 11 de marzo de 2013 | San José | Costa Rica  | 3:0       | El Salvador |

#### Grupo B
| Equipo    | Pts | PJ | PG | PE | PP | GF | GC | Dif |
| --------- | --- | -- | -- | -- | -- | -- | -- | --- |
| Honduras  | 4   | 2  | 1  | 1  | 0  | 2  | 1  | 1   |
| Guatemala | 3   | 2  | 1  | 0  | 1  | 1  | 1  | 0   |
| Panamá    | 1   | 2  | 0  | 1  | 1  | 1  | 2  | -1  |

| Fecha               | Ciudad   | Local     | Resultado | Visitante |
| ------------------- | -------- | --------- | --------- | --------- |
| 7 de marzo de 2013  | San José | Honduras  | 1:1       | Panamá    |
| 9 de marzo de 2013  | San José | Panamá    | 0:1       | Guatemala |
| 11 de marzo de 2013 | San José | Guatemala | 0:1       | Honduras  |

### Segunda fase

#### Semifinales
| Fecha               | Ciudad   | Local      | Resultado | Visitante   |
| ------------------- | -------- | ---------- | --------- | ----------- |
| 13 de marzo de 2013 | San José | Honduras   | 3:0       | El Salvador |
| 13 de marzo de 2013 | San José | Costa Rica | 2:1       | Guatemala   |

#### Juego por la medalla de bronce
| Fecha               | Ciudad   | Local       | Resultado | Visitante |
| ------------------- | -------- | ----------- | --------- | --------- |
| 15 de marzo de 2013 | San José | El Salvador | 2:1       | Guatemala |

#### Juego por la medalla de oro
| Fecha               | Ciudad   | Local      | Resultado | Visitante |
| ------------------- | -------- | ---------- | --------- | --------- |
| 15 de marzo de 2013 | San José | Costa Rica | 0:1       | Honduras  |

## Torneo femenino
El torneo femenino se llevó a cabo entre el 6 y el 14 de marzo.

### Primera fase

#### Grupo A
| Equipo      | Pts | PJ | PG | PE | PP | GF | GC | Dif |
| ----------- | --- | -- | -- | -- | -- | -- | -- | --- |
| Costa Rica  | 9   | 3  | 3  | 0  | 0  | 20 | 1  | 19  |
| Nicaragua   | 6   | 3  | 2  | 0  | 1  | 5  | 5  | 0   |
| El Salvador | 3   | 3  | 1  | 0  | 2  | 11 | 6  | 5   |
| Belice      | 0   | 3  | 0  | 0  | 3  | 1  | 25 | -24 |

| Fecha               | Ciudad   | Local       | Resultado                                                                                              | Visitante   |
| ------------------- | -------- | ----------- | --- | ----------- |
| 6 de marzo de 2013  | San José | Nicaragua   | 3:1 (enlace roto disponible en Internet Archive; véase el historial, la primera versión y la última).  | El Salvador |
| 6 de marzo de 2013  | San José | Costa Rica  | 14:0 (enlace roto disponible en Internet Archive; véase el historial, la primera versión y la última). | Belice      |
| 8 de marzo de 2013  | San José | El Salvador | 9:0 (enlace roto disponible en Internet Archive; véase el historial, la primera versión y la última).  | Belice      |
| 8 de marzo de 2013  | San José | Costa Rica  | 3:0 (enlace roto disponible en Internet Archive; véase el historial, la primera versión y la última).  | Nicaragua   |
| 10 de marzo de 2013 | San José | Belice      | 1:2 (enlace roto disponible en Internet Archive; véase el historial, la primera versión y la última).  | Nicaragua   |
| 10 de marzo de 2013 | San José | Costa Rica  | 3:1 (enlace roto disponible en Internet Archive; véase el historial, la primera versión y la última).  | El Salvador |

#### Grupo B
| Equipo    | Pts | PJ | PG | PE | PP | GF | GC | Dif |
| --------- | --- | -- | -- | -- | -- | -- | -- | --- |
| Guatemala | 6   | 2  | 2  | 0  | 0  | 9  | 4  | 5   |
| Panamá    | 3   | 2  | 1  | 0  | 1  | 5  | 5  | 0   |
| Honduras  | 0   | 2  | 0  | 0  | 2  | 4  | 9  | -5  |

| Fecha               | Ciudad   | Local     | Resultado                                                                                             | Visitante |
| ------------------- | -------- | --------- | --- | --------- |
| 6 de marzo de 2013  | San José | Guatemala | 3:2 (enlace roto disponible en Internet Archive; véase el historial, la primera versión y la última). | Panamá    |
| 8 de marzo de 2013  | San José | Panamá    | 3:2 (enlace roto disponible en Internet Archive; véase el historial, la primera versión y la última). | Honduras  |
| 10 de marzo de 2013 | San José | Honduras  | 2:6 (enlace roto disponible en Internet Archive; véase el historial, la primera versión y la última). | Guatemala |

### Segunda fase

#### Semifinales
| Fecha               | Ciudad   | Local      | Resultado                                                                                             | Visitante |
| ------------------- | -------- | ---------- | --- | --------- |
| 12 de marzo de 2013 | San José | Guatemala  | 1:2 (enlace roto disponible en Internet Archive; véase el historial, la primera versión y la última). | Nicaragua |
| 12 de marzo de 2013 | San José | Costa Rica | 3:0 (enlace roto disponible en Internet Archive; véase el historial, la primera versión y la última). | Panamá    |

#### Juego por la medalla de bronce
| Fecha               | Ciudad   | Local     | Resultado                                                                                             | Visitante |
| ------------------- | -------- | --------- | --- | --------- |
| 14 de marzo de 2013 | San José | Guatemala | 5:3 (enlace roto disponible en Internet Archive; véase el historial, la primera versión y la última). | Panamá    |

#### Juego por la medalla de oro
| Fecha               | Ciudad   | Local      | Resultado                                                                                             | Visitante |
| ------------------- | -------- | ---------- | --- | --------- |
| 15 de marzo de 2013 | San José | Costa Rica | 4:0 (enlace roto disponible en Internet Archive; véase el historial, la primera versión y la última). | Nicaragua |

## Podio
| Evento    | Oro        | Plata      | Bronce      |
| --------- | ---------- | ---------- | ----------- |
| Masculino | Honduras   | Costa Rica | El Salvador |
| Femenino  | Costa Rica | Nicaragua  | Guatemala   |